# Pablo Marí
Pablo Marí Villar (Valencia, 31 agosto 1993) è un calciatore spagnolo, difensore della Fiorentina.

## Biografia
È sposato con Veronica Chacon dal quale ha avuto un figlio, Pablo Jr. (2018).
Il 27 ottobre 2022, mentre era al centro commerciale Carrefour di Milanofiori-Assago assieme alla moglie e al figlio, è stato accoltellato alla schiena da un uomo di 46 anni con problemi psichici e depressivi; dopo l'agguato, concluso con una vittima, l'aggressore è stato bloccato e arrestato grazie all'intervento dell'ex calciatore Massimo Tarantino. Marí è stato subito ricoverato in codice rosso all'ospedale di Niguarda di Milano a causa di una profonda ferita lungo la schiena che gli ha lesionato due ventri muscolari senza ledere organi vitali. Sottoposto ad operazione chirurgica per la ricostruzione dei due ventri, il giocatore resta lontano dai campi per due mesi.

## Caratteristiche tecniche
È un difensore centrale di piede mancino, forte fisicamente e abile nel gioco aereo. Dotato di un buon lancio in profondità, cerca frequentemente la verticalizzazione. Fa un uso disinvolto del tackle, oltre ad essere abile a liberarsi della palla nei momenti potenzialmente critici. Pecca invece in velocità.

## Carriera

### Club

#### Gli inizi
Cresciuto calcisticamente nelle giovanili del Maiorca, ha esordito a 18 anni in Liga, il 7 dicembre del 2011 nella sfida pareggiata 2-2 in trasferta contro il Granada. Passa poi il 2 settembre 2013 al Gimnàstic, club di terza divisione spagnola.

#### Manchester City e vari prestiti
Nell'agosto 2016 viene acquistato dal Manchester City, che lo cede subito in prestito al Girona. Nell'estate 2017 viene ceduto in prestito annuale alla società olandese del NAC Breda assieme ai colleghi Paolo Fernandes e Thierry Ambrose. Il 1º luglio 2018 viene ceduto in prestito con diritto di riscatto al Deportivo La Coruña, club di seconda divisione spagnola.

#### Flamengo e Arsenal
L'11 luglio 2019 viene ceduto a titolo definitivo ai brasiliani del Flamengo, con cui firma un contratto fino al dicembre 2022. Il 29 gennaio 2020 passa in prestito all'Arsenal fino al termine della stagione; il 24 giugno viene riscattato dal club londinese.

#### Prestito all'Udinese
Il 20 gennaio 2022 viene ceduto in prestito all'Udinese fino al termine della stagione. Esordisce con i bianconeri il 6 febbraio seguente in occasione del successo per 2-0 contro il Torino. Il 27 aprile invece trova la sua prima rete in bianconero, segnando il gol del momentaneo 0-1 nel recupero della sfida con la Fiorentina al Franchi, gara poi vinta per 0-4.

#### Monza
Non riscattato dai friulani, l'11 agosto 2022 viene ceduto nuovamente in prestito in Italia, questa volta al Monza. Il 13 agosto seguente, debutta in Serie A con i brianzoli nel match perso per 1-2 contro il Torino. Il 9 ottobre successivo, invece, segna il suo primo gol con i brianzoli nel successo interno sullo Spezia per 2-0. Dopo aver contribuito all'undicesimo posto finale e alla conseguente salvezza della squadra, nel giugno del 2023 Marí è stato ufficialmente riscattato dal Monza.

#### Fiorentina
Il 28 gennaio 2025 viene acquistato dalla Fiorentina.

## Statistiche

### Presenze e reti nei club
Statistiche aggiornate al 28 gennaio 2025.
| Stagione         | Squadra             | Campionato       | Campionato | Campionato | Coppe nazionali | Coppe nazionali | Coppe nazionali | Coppe continentali | Coppe continentali | Coppe continentali | Altre coppe | Altre coppe | Altre coppe | Totale | Totale | Totale |
| Stagione         | Squadra             | Comp             | Pres       | Reti       | Comp            | Pres            | Reti            | Comp               | Pres               | Reti               | Comp        | Pres        | Reti        | Pres   | Reti   |        |
| ---------------- | ------------------- | ---------------- | ---------- | ---------- | --------------- | --------------- | --------------- | ------------------ | ------------------ | ------------------ | ----------- | ----------- | ----------- | ------ | ------ | ------ |
| 2010-2011        | Maiorca B           | SB               | 19         | 1          | -               | -               | -               | -                  | -                  | -                  | -           | -           | -           | 19     | 1      |        |
| 2011-2012        | Maiorca B           | SB               | 22         | 1          | -               | -               | -               | -                  | -                  | -                  | -           | -           | -           | 22     | 1      |        |
| 2012-2013        | Maiorca B           | SB               | 28         | 1          | -               | -               | -               | -                  | -                  | -                  | -           | -           | -           | 28     | 1      |        |
| Totale Maiorca B | Totale Maiorca B    | Totale Maiorca B | 69         | 3          |                 | -               | -               |                    | -                  | -                  |             | -           | -           | 69     | 3      |        |
| 2011-2012        | Maiorca             | PD               | 2          | 0          | CR              | 0               | 0               | -                  | -                  | -                  | -           | -           | -           | 2      | 0      |        |
| 2013-2014        | Gimnàstic           | SB               | 23+6       | 2          | CR              | 3               | 0               | -                  | -                  | -                  | -           | -           | -           | 32     | 2      |        |
| 2014-2015        | Gimnàstic           | SB               | 35+2       | 3          | CR              | 2               | 0               | -                  | -                  | -                  | -           | -           | -           | 39     | 3      |        |
| 2015-2016        | Gimnàstic           | SD               | 25         | 1          | CR              | 0               | 0               | -                  | -                  | -                  | -           | -           | -           | 25     | 1      |        |
| Totale Gimnàstic | Totale Gimnàstic    | Totale Gimnàstic | 83+8       | 6          |                 | 5               | 0               |                    | -                  | -                  |             | -           | -           | 96     | 6      |        |
| 2016-2017        | Girona              | SD               | 8          | 0          | CR              | 1               | 0               | -                  | -                  | -                  | -           | -           | -           | 9      | 0      |        |
| 2017-2018        | NAC Breda           | ED               | 31         | 3          | CO              | 1               | 0               | -                  | -                  | -                  | -           | -           | -           | 32     | 3      |        |
| 2018-2019        | Deportivo La Coruña | SD               | 37+1       | 2          | CR              | 0               | 0               | -                  | -                  | -                  | -           | -           | -           | 38     | 2      |        |
| lug.-dic. 2019   | Flamengo            | A                | 22         | 2          | CB              | 0               | 0               | CL                 | 6                  | 1                  | Cmc         | 2           | 0           | 30     | 3      |        |
| gen.-lug. 2020   | Arsenal             | PL               | 2          | 0          | FACup+CdL       | 1+0             | 0               | UEL                | 0                  | 0                  | -           | -           | -           | 3      | 0      |        |
| 2020-2021        | Arsenal             | PL               | 10         | 0          | FACup+CdL       | 1+0             | 0               | UEL                | 5                  | 1                  | CS          | 0           | 0           | 16     | 1      |        |
| 2021-gen. 2022   | Arsenal             | PL               | 2          | 0          | FACup+CdL       | 0+1             | -               | -                  | -                  | -                  | -           | -           | -           | 3      | 0      |        |
| Totale Arsenal   | Totale Arsenal      | Totale Arsenal   | 14         | 0          |                 | 3               | 0               |                    | 5                  | 1                  |             | -           | -           | 22     | 1      |        |
| gen.-giu. 2022   | Udinese             | A                | 15         | 2          | CI              | 0               | 0               | -                  | -                  | -                  | -           | -           | -           | 15     | 2      |        |
| 2022-2023        | Monza               | A                | 30         | 1          | CI              | 1               | 0               | -                  | -                  | -                  | -           | -           | -           | 31     | 1      |        |
| 2023-2024        | Monza               | A                | 34         | 0          | CI              | 1               | 0               | -                  | -                  | -                  | -           | -           | -           | 35     | 0      |        |
| 2024-gen. 2025   | Monza               | A                | 19         | 0          | CI              | 2               | 0               | -                  | -                  | -                  | -           | -           | -           | 21     | 0      |        |
| Totale Monza     | Totale Monza        | Totale Monza     | 83         | 1          |                 | 4               | 0               |                    | -                  | -                  |             | -           | -           | 87     | 1      |        |
| gen.-giu. 2025   | Fiorentina          | A                | 2          | 0          | CI              | -               | -               | UECL               | -                  | -                  | -           | -           | -           | 2      | 0      |        |
| Totale carriera  | Totale carriera     | Totale carriera  | 375        | 19         |                 | 14              | 0               |                    | 11                 | 2                  |             | 2           | 0           | 402    | 21     |        |

## Palmarès

### Club

#### Competizioni nazionali
- Coppa d'Inghilterra: 1

Arsenal: 2019-2020
- Campionato brasiliano: 1

Flamengo: 2019

#### Competizioni internazionali
- Coppa Libertadores: 1

Flamengo: 2019